# Caña de millo
A caña de millo, flauta de millo ou pito atravesao é um instrumento musical aerófono de origem indígena utilizado na execução da cumbia na costa caribenha colombiana. É fabricada com a cana de caniço, corozo, milhete (millo, em espanhol), milho e sorgo formando um tubo aberto nas extremidades, com a lingueta vibrante contada do mesmo tubo e com quatro orifícios digitais. É executada de forma transversal, sendo utilizada por grupos de música tradicional folclórica chamados "grupos de millo". A flauta de millo foi substituída pelas gaitas em regiões dos departamentos do Atlántico e Magdalena.